# Bjurböle (Meteorit)
Koordinaten: 60° 23′ 59″ N, 25° 47′ 59″ O
Der Meteorit Bjurböle ist ein Steinmeteorit vom Typ L/LL4-Chondrit. Er fiel am 12. März 1899 in Bjurböle knapp 10 km östlich (Impakt) bzw. südlich (Ort) von Porvoo in Finnland. Insgesamt wurden 330 kg Material geborgen, das größte Bruchstück kommt auf 80 kg.
Bjurböle ist ein sehr „bröseliger“ Meteorit und voller Chondren. Im Gegensatz zu anderen Chondriten, bei denen die Chondren oft fest mit der Matrix verwachsen sind, sind die Chondren von Bjurböle deswegen sehr leicht separierbar. Zudem ist viel Material von Bjurböle vorhanden und relativ leicht erhältlich. Das sind wohl die Hauptgründe, dass die Chondren von Bjurböle recht oft erforscht wurden und sehr viele Daten vorhanden sind.
Siehe auch: Liste von Meteoriten